# Emilucyn
Emilucyn (lit. Emiliškės) − wieś na Litwie, w gminie rejonowej Soleczniki, 5 km na wschód od Ejszyszek, zamieszkana przez 172 ludzi. Przed II wojną światową w Polsce, w powiecie lidzkim województwa nowogródzkiego.